# 夢を見たいから
「夢を見たいから」（ゆめをみたいから）は、1994年1月26日にリリースされたaccessの6枚目のシングル。発売元はファンハウス。

## 概要
フジテレビ系『たけし・逸見の平成教育委員会』エンディングテーマに起用され、25.0万枚のセールスを記録した。
タイトル曲は3rdアルバム『DELICATE PLANET』にリチャード・ジェームス・バージェス（Richard James Burgess）がミックスを手掛けたWest Side Mixとして収録されているほか、4thアルバム『CROSSBRIDGE』に「夢を見たいから 2002 -Soul The Future Love-」、28thシングル「Knock beautiful smile」に「夢を見たいから '16 spring build mix (Remix)」としてリメイク版が収録されている。また、浅倉大介がコンプリートBOX『21st Fortune』にて「夢を見たいから 2001 mix」としてセルフカバーしている。

## 収録曲
※カッコ（）内は、JASRAC作品データベース検索サービスに登録されている作者
1. 夢を見たいから
  - 作詞・作曲・編曲：AXS （作詞：貴水博之、作曲：浅倉大介）
2. US
  - 作詞・作曲・編曲：AXS （作詞：貴水博之、作曲：浅倉大介）
3. TRY AGAIN (Instrumental Mix)
  - 作詞・作曲・編曲：AXS （作詞：井上秋緒、作曲：浅倉大介）